# Румуни у Србији
Румуни у Србији су грађани Србије румунске етничке припадности. Румунски је један од шест службених језика у Војводини.

## Историја
Након стварања Југославије (1918), Румуни су стекли статус националне мањине. Уставом Србије од 9. априла 1963. године, румунски народ је признат као један од седам поименично поменутих мањинских народа у Србији (чл. 82), а то решење је потом унето и у нови Статут Војводине, који је био донет исте године (чл. 32-37). Уставним законом Војводине, који је усвојен 21. фебруара 1969. године, румунски језик је признат као један од пет службених језика на подручју покрајине (чл. 67), а иста одредба је потврђена и у свим каснијим највишим актима Војводине (1974, 1991, 2008), укључујући и садашњи Статут Војводине из 2014. године.

## Демографија
Према резултатима пописа, број Румуна у Србији је био следећи:
- 1948: 63.130
- 1953: 59.705
- 1961: 59.505
- 1971: 57.419
- 1981: 53.693
- 1991: 42.316
- 2002: 34.576
- 2011: 29.332[4]
- 2022: 23.044[5]

Према пописима из 2011. и 2022. године, број и удео Румуна по окрузима био је следећи:
| Управни округ     | Попис 2011. | Попис 2011. | Попис 2022. | Попис 2022. |
| Управни округ     | Бројност    | Удео        | Бројност    | Удео        |
| ----------------- | ----------- | ----------- | ----------- | ----------- |
| Јужнобанатски     | 18.000      | 6,128%      | 13.914      | 5,347%      |
| Средњобанатски    | 4.214       | 2,245%      | 3.264       | 2,070%      |
| Западнобачки      | 1.340       | 0,712%      | 1.228       | 0,795%      |
| Борски            | 791         | 0,633%      | 683         | 0,676%      |
| Браничевски       | 728         | 0,396%      | 809         | 0,517%      |
| Зајечарски        | 307         | 0,256%      | 322         | 0,333%      |
| Јужнобачки        | 1.270       | 0,206%      | 937         | 0,154%      |
| Поморавски        | 250         | 0,117%      | 196         | 0,108%      |
| Севернобанатски   | 421         | 0,285%      | 121         | 0,103%      |
| Град Београд      | 1.282       | 0,077%      | 1.064       | 0,063%      |
| Севернобачки      | 76          | 0,041%      | 67          | 0,042%      |
| Колубарски        | 78          | 0,045%      | 64          | 0,041%      |
| Топлички          | 76          | 0,083%      | 31          | 0,040%      |
| Расински          | 60          | 0,025%      | 67          | 0,032%      |
| Подунавски        | 97          | 0,049%      | 50          | 0,028%      |
| Сремски           | 89          | 0,029%      | 64          | 0,023%      |
| Нишавски          | 53          | 0,014%      | 49          | 0,014%      |
| Пиротски          | 4           | 0,004%      | 9           | 0,012%      |
| Шумадијски        | 48          | 0,016%      | 26          | 0,010%      |
| Мачвански         | 85          | 0,028%      | 24          | 0,009%      |
| Јабланички        | 15          | 0,007%      | 13          | 0,007%      |
| Рашки             | 23          | 0,007%      | 19          | 0,006%      |
| Златиборски       | 8           | 0,003%      | 9           | 0,004%      |
| Моравички         | 15          | 0,007%      | 7           | 0,004%      |
| Пчињски           | 2           | 0,001%      | 7           | 0,004%      |
| Косово и Метохија | ?           | ?           | ?           | ?           |
| Република Србија  | 29.332      | 0,408%      | 23.044      | 0,347%      |

## Познате личности
- Краљица Марија Карађорђевић
- Васко Попа
- Мариника Тепић
- Илије Лупулеску